# Ribitolo
Il ribitolo è un alditolo che deriva dalla riduzione del ribosio o del ribulosio. Il ribitolo è un componente essenziale di molti composti organici quali la riboflavina, la FMN e il FAD. Viene utilizzato come dolcificante.

## Voci correlate

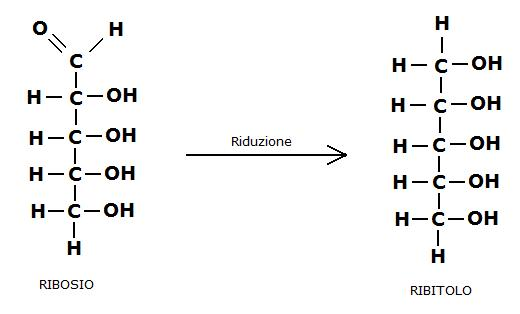
Riduzione del ribosio